# Сметик
Сметик (англ. Smethwick /ˈsmɛðɪk/) — город в Англии в составе района Сандуэлл церемониального графства Уэст-Мидлендс.
Граничит с Уэст-Бромиджем и Бирмингемом.
Расположен в 5 км к западу от Бирмингема и 167 км на северо-запад от Лондона.
В городе в 2001 году проживало 48 180 человек.

## История
Сметик (Smedeuuich) был впервые упомянут в Книге страшного суда (1086).

## Персоналии
- Кауделл, Патрик (р. 1953) — британский боксёр полулёгкой весовой категории, выступал за сборную Великобритании в середине 1970-х годов. Бронзовый призёр летних Олимпийских игр в Монреале, обладатель бронзовой медали чемпионата Европы, чемпион Игр Содружества, победитель многих международных турниров и национальных первенств.
- Суинбёрн, Ричард (р. 1934)) — британский философ и богослов, почётный профессор Оксфордского университета.
- Уолтерс, Джули (р. 1950) — британская актриса и романистка, шестикратный лауреат премии BAFTA, обладательница награды «Золотой глобус» и «Серебряный Святой Георгий» Московского кинофестиваля за лучшую женскую роль, дважды номинантка на премию «Оскар».